# Rick Perry
James Richard "Rick" Perry, född 4 mars 1950 i Haskell i Texas, är en amerikansk republikansk politiker. Han var USA:s energiminister i Trumps kabinett mellan 2017 och 2019. Före det var han 
guvernör i Texas åren 2000–2015 och viceguvernör i Texas under George W. Bush åren 1999–2000.

## Biografi
Perry är uppvuxen i Paint Creek i Haskell County. 1972 utexaminerades han från Texas A&M University och tjänstgjorde sedan fram till 1977 i USA:s flygvapen. Jordbrukaren Perry innehade ämbetet som delstaten Texas jordbruksminister (Commissioner of Agriculture) mellan januari 1991 och januari 1999. 1998 sålde Perry sitt jordbruk i Haskell County.
I augusti 2011 inledde Perry sin valkampanj för att bli republikanernas presidentkandidat i presidentvalet 2012. Sin kandidatur tillkännagav Perry i ett tal i Charleston den 13 augusti där han lovade att minimera den federala regeringens betydelse i människors vardag. Perry hade tidigare i ett tal 2009 inför Tea Party-rörelsen sagt att Texas borde överväga utträde ur USA som protest mot den federala beskattningen. Den 19 januari 2012 meddelade dock Perry att han drog sig ur presidentvalskampanjen och istället ställde sig bakom partikamraten Newt Gingrich.
År 2015 meddelade Perry att han kandiderade till att bli republikanernas presidentkandidat i presidentvalet 2016. Efter knappt tre månader, den 11 september 2015, avslutade Perry sin presidentkandidatur då han saknade tillräckligt stöd och kampanjpengarna tagit slut.

## Guvernör i Texas
Perry valdes till viceguvernör i Texas 1998 och blev därmed den första republikanen någonsin till detta ämbete. Sedan guvernör George W. Bush avgått i december 2000 för att förbereda sig inför makttillträdet som USA:s president blev Perry tillförordnad guvernör. Perry vann en "egen" mandatperiod i guvernörsvalet 2002 med 57,8 procent av rösterna och omvaldes 2006 med 39 procent (Texas vallag kräver inte absolut majoritet och väljarkåren var splittrad mellan fyra större kandidater). 2010 omvaldes han för en tredje mandatperiod med 55,2 procent av rösterna mot utmanaren Bill White med 42,3 procent. Perry för en i hög grad konservativ politik och 234 dödsdomar (oktober 2011) har verkställts av hans administration, vilket är rekord för en guvernör i USA:s historia.

## USA:s energiminister
Den 13 december 2016 meddelade Donald Trump att han nominerat Perry som USA:s energiminister i sitt kabinett som tillträder efter hans presidentinstallation den 20 januari 2017. Den 2 mars 2017 godkändes nomineringen i USA:s senat och samma dag svors Perry in som energiminister.
I en intervju med CNBC den 19 juni 2017, tonade Perry ned rollen av mänsklig aktivitet i den senaste tidens uppgång av jordens temperaturer. Han menade att det är naturliga orsaker som sannolikt är den främsta drivkraften bakom den pågående klimatförändringen.
Den 1 december 2019 lämnade Perry posten som energiminister. Han efterträddes av Dan Brouillette

## Privatliv
År 1982 gifte sig Perry med Mary Anita Thigpen, som han hade känt sedan grundskolan. Paret har två vuxna barn.

## Böcker av och om Perry
- Fed Up! Our Fight to Save America from Washington